# اوجوئو-شیداره
اوجوئُو-شیداره (به ژاپنی: 雨情枝垂 ウジョウシダレ Ujou-shidare) نام علمی
(Cerasus spachiana 'Ujou-shidare' Kubota) نام یک نوع درخت ساکورای باغی است. از پیوند یائه-بنی-شیداره و ادوهیگان در استان ایباراکی به وجود آمده‌است. شاخه‌های این درخت به صورت افشان یا به ژاپنی شیداره-زاکورا هستند.
- ارتفاع درخت: ۴ متر
- تعداد گلبرگ: ۱۵–۲۰ عدد
- رنگ:صورتی کمرنگ
- قطر گل: ۲٫۲ تا ۳٫۲ سانتیمتر
- زمان گل‌دهی:اواسط ماه آوریل
- محل نمونه:باغ گیاه‌شناسی جنگل تاما